# Chemin auto-évitant

Chemin auto-évitant dans un réseau carré, hamiltonien dans un carré de côté 14, donc de longueur 15²-1.

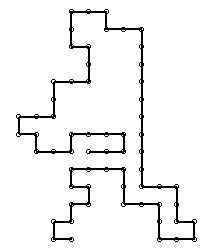
Chemin auto-évitant dans un réseau carré aboutissant à un cul-de-sac.

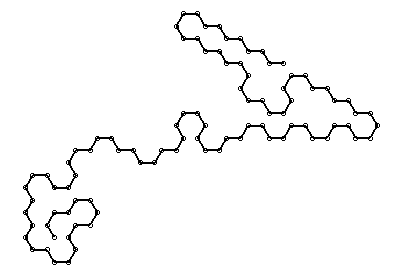
Idem dans un réseau hexagonal.

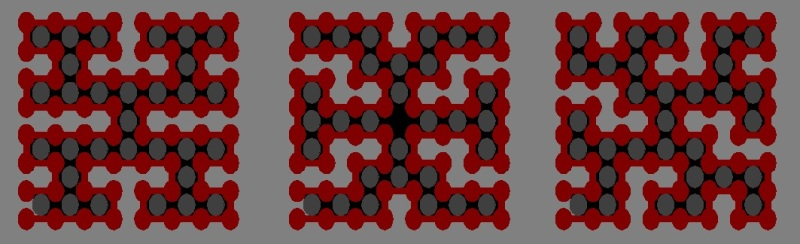
Exemples de polygones auto-évitants sur un graphe grille 8x8.

En mathématiques, un chemin auto-évitant (CAE), ou marche auto-évitante, est un chemin dans un réseau ne passant jamais par le même sommet ; lorsqu'il est fermé, on parle de polygone auto-évitant (PAE). Pour le graphe infini associé au réseau, les notions de CAE et de PAE correspondent à celles de chaînes et de cycles.
Les CAE ont été introduits en 1948 par le chimiste prix Nobel Paul Flory dans le but de modéliser le comportement des polymères plongés dans un solvant. Depuis cette introduction, des physico-chimistes ont proposé de nombreuses conjectures qui ont été confirmées par des simulations numériques, mais peu d'entre elles ont été démontrées mathématiquement.
Un CAE de longueur infinie a une structure fractale,. On démontre qu'il a une dimension fractale égale à 4/3 dans le cas plan, 5/3 en dimension 3, et 2 en dimension  {\displaystyle \geqslant 4}. Cette dimension est la limite supérieure de la dimension critique au-dessus de laquelle le volume exclu est négligeable. Un CAE qui ne satisfait pas la condition de volume exclu a été récemment étudié pour modéliser explicitement la géométrie de surface résultant de l'expansion d'un CAE.
Les propriétés des CAE ne pouvant pas être obtenues analytiquement, on utilise des simulations numériques. L'algorithme du pivot, méthode classique concernant les simulations de chaîne de Markov, est utilisé pour la mesure uniforme des CAE de longueur n. Il consiste à prendre un CAE, à choisir au hasard un point sur ce chemin, puis à appliquer une opération de symétrie (rotation ou/et réflexion) sur la partie du chemin située après ce point pour créer un nouveau chemin et à continuer jusqu'à ce que le chemin obtenu soit auto-évitant.

## Propriétés combinatoires
Considérant ici des chemins dans des graphes sommets-transitifs, on définit la longueur d'un CAE comme le nombre de sommets rencontrés (départ excepté).
Le calcul du nombre {\displaystyle c_{n}} de CAE de longueur {\displaystyle n} dans réseau donné et partant d'un nœud donné est un problème informatique classique, mais on ne connaît actuellement aucune formule exacte l'exprimant ,.
Voici quelques exemples : 
| Type de réseau                            | Schémas | Premières valeurs de {\displaystyle c_{n}}                                                                       | Référencement dans l'OEIS | Encadrement simple prouvé                                           |
| ----------------------------------------- | ------- | --- | ------------------------- | ------------------------------------------------------------------- |
| Réseau carré                              |         | {\displaystyle 1,4,12=4\times 3,36=12\times 3,}{\displaystyle 100=3\times 36-8,284,...}                          | suite A001411 de l'OEIS   | {\displaystyle 2^{n}\leqslant c_{n}\leqslant 4.3^{n-1}}             |
| Réseau carré orienté, type "Manhattan"    |         | {\displaystyle 1,2,4=2\times 2,8=4\times 2,14,26,48,88,...}                                                      | suite A117633 de l'OEIS   | {\displaystyle ({\sqrt {2}})^{n}\leqslant c_{n}\leqslant 2^{n}}     |
| Réseau carré orienté "en L"               |         | {\displaystyle 1,2,4=2\times 2,8=4\times 2,12,20,32,52,...}                                                      | suite A322419 de l'OEIS   | {\displaystyle ({\sqrt {2}})^{n}\leqslant c_{n}\leqslant 2^{n}}     |
| Réseau hexagonal (ou "en nid d'abeilles") |         | {\displaystyle 1,3,6=3\times 2,12=6\times 2,24=12\times 2,}{\displaystyle 48=24\times 2,90=48\times 2-8,174,...} | suite A001668 de l'OEIS   | {\displaystyle ({\sqrt {2}})^{n}\leqslant c_{n}\leqslant 3.2^{n-1}} |
| Réseau triangulaire                       |         | {\displaystyle 1,6,30=6\times 5,138=30\times 5-12,}{\displaystyle 618,2730,...}                                  | suite A001334 de l'OEIS   | {\displaystyle 2^{n}\leqslant c_{n}\leqslant 6.5^{n-1}}             |
| Réseau triangulaire orienté               |         | {\displaystyle 1,3,9=3\times 3,21=9\times 3-6,51,123,...}                                                        | suite A272265 de l'OEIS   | {\displaystyle ({\sqrt {2}})^{n}\leqslant c_{n}\leqslant 3^{n}}     |
| Réseau cubique                            |         | {\displaystyle 1,6,30=6\times 5,150=30\times 5,}{\displaystyle 726=150\times 5-24,3534,16926,...}                | suite A001412 de l'OEIS   | {\displaystyle 3^{n}\leqslant c_{n}\leqslant 6.5^{n-1}}             |
| Réseau cubique centré                     |         | {\displaystyle 1,8,56=8\times 7,392=56\times 7,2648,...}                                                         | suite A001666 de l'OEIS   | {\displaystyle 4^{n}\leqslant c_{n}\leqslant 8.7^{n-1}}             |

Comme les CAE à {\displaystyle n+m} nœuds peuvent être décomposés en deux CAE à {\displaystyle n} et {\displaystyle m} nœuds mis bout à bout, on a l'inégalité {\displaystyle c_{n+m}\leqslant c_{n}c_{m}} d'où la sous-additivité de la suite {\displaystyle (\ln c_{n})}, et en utilisant le lemme sous-additif on est assuré de l'existence du nombre {\displaystyle \mu =\lim _{n\to \infty }c_{n}^{\frac {1}{n}}}, appelé constante de connectivité du réseau, ainsi que de l'inégalité {\displaystyle c_{n}\geqslant \mu ^{n}} (théorème de John_Hammersley).
La valeur exacte {\displaystyle \mu ={\sqrt {2+{\sqrt {2}}}}\approx 1,847759} (cf. suite A179260 de l'OEIS ) n'est connue que pour le réseau hexagonal (résultat dû aux mathématiciens français et russe Hugo Duminil-Copin et Stanislav Smirnov, Médaille Fields 2010). On conjecture de plus que {\displaystyle c_{n}\sim c\mu ^{n}n^{\gamma }} avec {\displaystyle \gamma ={\frac {11}{32}}} pour tous les réseaux plans réguliers (propriété d'universalité). Le nombre {\displaystyle \gamma } est associé à la probabilité que deux CAE mis bout à bout donne un CAE, probabilité valant {\displaystyle {\frac {c_{2n}}{c_{n}^{2}}}\sim {\frac {c'}{n^{\gamma }}}}.
Pour les réseaux carré et triangulaire, on ne connait que des approximations de la constante μ, et on pense même qu'elle n'est pas algébrique.
De plus, déterminer le nombre cn  est conjecturé être un problème NP-difficile[réf. nécessaire].
Le nombre {\displaystyle p_{n}} de polygones auto-évitants ne possède lui-aussi pas de formule simple. Dans le cas du réseau carré, voir la suite A010566 de l'OEIS ({\displaystyle p_{n}=0} pour n impair dans ce cas).

## Sur les réseaux
Les chemins auto-évitants ont également été étudiés dans le contexte de la théorie des réseaux. Il est alors d'usage de traiter le CAE comme un processus dynamique (à chaque étape un marcheur aléatoire saute d'un nœud à un nœud voisin). La marche se termine lorsque le marcheur atteint un cul-de-sac. Il a été récemment constaté que sur les réseaux d'Erdős–Rényi, la distribution des longueurs de tels CAE croissant dynamiquement peut être calculée analytiquement : elle suit la loi de probabilité de Gompertz.

## Limites
Considérons le système de mesure uniforme des CAE de longueur n  dans le plan tout entier. On ne sait pas actuellement si la limite de la mesure uniforme quand n → ∞ induit une mesure sur le plan. Cependant, Harry Kesten a démontré qu'une telle mesure existe pour les CAE dans le demi-plan. Une question importante impliquant les CAE est l'existence et l'invariance conforme de la limite d'échelle, c'est-à-dire la limite quand la longueur du chemin tend vers l'infini et le maillage du réseau tend vers zéro. La limite d'échelle du CAE est conjecturée être décrite par l'évolution de Schramm–Loewner avec le paramètre κ = 8/3.